# Lilian Braithwaite
Lilian Braithwaite (9 de marzo de 1873-17 de septiembre de 1948) fue una actriz teatral y cinematográfica de nacionalidad británica.

## Biografía
Su nombre completo era Florence Lilian Braithwaite, nació en Ramsgate, Inglaterra, y era la hija de un clérigo. Estudió en la Croydon High School y estuvo casada con el actor Gerald Lawrence. 
Braithwaite empezó como actriz teatral actuando en compañías de aficionados. Su primera interpretación profesional en Londres tuvo lugar en 1900 con la obra Como gustéis. Consiguió su mayor triunfo con su papel de madre alcohólica en el drama de Noël Coward The Vortex. Sin embargo, probó que su mejor repertorio era el de la comedia actuando en una larga sucesión de piezas que culminó con Arsenic and Old Lace (1942-1946).
En el ámbito cinematográfico destaca su actuación en el filme de 1927 dirigido por Alfred Hitchcock Downhill.
Durante la Segunda Guerra Mundial Braithwaite presidió y fue organizadora de la división hospitalaria de la Entertainments National Service Association, organización dedicada a proporcionar entretenimiento a las tropas movilizadas por la contienda. El 1 de enero de 1943 Braithwaite fue nombrada Dama Comendadora (DBE). 
Lilian Braithwaite falleció a causa de un ataque al corazón en 1948 en Londres, Inglaterra. Tuvo una hija, Joyce Carey, que fue actriz teatral, cinematográfica y televisiva.

## Selección de su filmografía
- Justice (1917)
- Dombey and Son (1917)
- The Gay Lord Quex (1917)
- A Man of Mayfair (1931)
- The Chinese Puzzle (1932)
- Moscow Nights (1935)
- A Man About the House (1947)